# Golpes de Estado en El Salvador
Varios golpes de estado han ocurrido en El Salvador  durante su historia, los cuales han sido patrocinados tanto por opositores como por la oligarquía salvadoreña. En el siglo XIX varios golpes de Estado recibieron el apoyo militar del gobierno de un país vecino, ejemplo de ello es el golpe de Estado de 1863 en el que el presidente de Guatemala General Rafael Carrera apoyó a Francisco Dueñas para derrocar a Gerardo Barrios. En el siglo XX destacan el Golpe de Estado de 1931 contra el presidente electo democráticamente Arturo Araujo, que fue propiciado por un grupo de militares que conformaron el Directorio Cívico y que después entregaron el mando al entonces vicepresidente Gral. Maximiliano Hernández Martínez, y el cual daría inicio a un periodo de 49 años de  gobiernos militares; y el golpe de Estado contra el Gral. Carlos Humberto Romero del Partido de Conciliación Nacional, por un grupo de militares encabezados por los coroneles Jaime Abdul y Adolfo Arnoldo Majano que puso el punto final a los gobiernos militares.

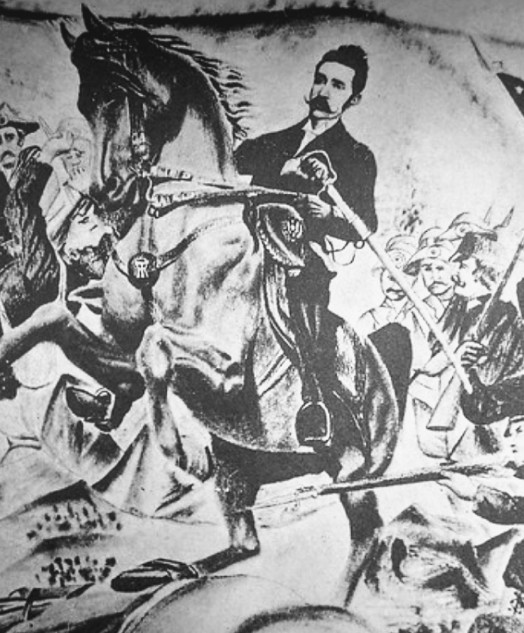
Imagen que representa la Revolución de los 44 que derrocó al gobierno de Carlos Ezeta

## Golpes de Estado durante la Federación Centroamericana (1824-1841)
Durante la existencia de la República Federal de Centroamérica hubo una continua disputa entre el gobierno federal (que buscaba tener mayor control sobre el territorio) y los estados (que buscaban tener una mayor autonomía y ser en quienes residía la soberanía). Esto llevó a varios conflictos y finalmente a su disolución.

### Golpe de Estado a José María Cornejo en 1832
En 1832, el jefe supremo salvadoreño José María Cornejo había entrado en conflicto con el gobierno federal de Morazán al no apoyar varios de los decretos emanados de la asamblea federal, como la expulsión del arzobispo de Guatemala Ramón Casaus y que el gobierno federal buscaba tener intervención directa en la renta de tabaco. Esto llevaría a que Morazán invadiese el territorio salvadoreño a partir de enero de ese año; para que finalmente, en marzo, depusiese a Cornejo, quien sería capturado y llevado junto los demás miembros de su gobierno, encadenados con grilletes, hasta Guatemala. El gobierno estatal quedaría en manos de Morazán,  quien lo ejerció hasta mayo de ese año cuando se nombró como jefe y vicejefe electos a Mariano Prado y a Joaquín de San Martín respectivamente.

### Golpe de Estado a Mariano Prado (1833) y Joaquín de San Martín (1834)
En 1833, los impuestos decretados por el gobierno de Prado para remediar la hacienda estatal, habían llevado a que surgieran varias sublevaciones en el territorio (incluyendo la del indígena Anastasio Aquino). Debido a ello, el 8 de febrero de ese año, el congreso estatal acordó exhortar a Mariano Prado a que dejase el gobierno al vicejefe Joaquín de San Martín, fuese a Guatemala a manifestar la urgente necesidad de las reformas constitucionales y de la traslación de la sede del gobierno federal, y las causas por las que se tomarían las rentas federales. Ante ello, Prado convocó ese día a una junta de vecinos notables que aceptó la moción dada por el congreso estatal, por lo que Prado entregó el poder a San Martín.
La destitución de Prado no fue bien vista por el gobierno federal, que además quería trasladar la capital de la federación a territorio salvadoreño a pesar de las reticencias del gobierno local. San Martín buscaría legitimarse a través de elecciones en las que resultó ganador; pero a pesar de ello, Morazán invadió el territorio y derrocó a San Martín en mayo de 1834. El gobierno quedaría en manos del General Carlos Salazar, que luego se lo entregó a su hermano el entonces vicepresidente Gregorio Salazar; en septiembre, se reuniría el congreso y concejo representativo que nombraría como jefe provisorios a Joaquín Escolán y Balibrera y luego a José María Silva, siendo finalmente declarados electos, el 6 de abril de 1835, como jefe y vicejefe Nicolás Espinoza y José María Silva. Ese mismo año de 1835 se trasladó la capital de la federación a San Salvador.

### Golpe de Estado a Nicolás de Espinoza en 1835
En septiembre de 1835, el jefe Nicolás Espinoza, debido a sus medidas en el ramo de hacienda, a sus desacuerdos con el vicejefe José María Silva, y a su acercamiento con los indígenas, comenzó a ser atacado por la prensa Morazanistas (que estaba a favor del vicejefe Silva) acusándole de: querer iniciar una guerra de castas en el Estado; querer iniciar una revolución en el estado guatemalteco, por medio de emisarios en Chiquimula y Quetzaltenango; de haber estado detrás de la insurrección del coronel Cándido Flores en Nicaragua; y de haber abusado temerariamente de su autoridad en el departamento de San Miguel. Por ello, el presidente Morazán buscaría intimarlo y se preparía para la guerra; ante lo cual Espinoza renunció y pidió que también lo hiciese el viceje Silva; sus renuncias fueron aceptadas por el Consejo representativo y en su lugar, el 15 de noviembre, se nombró al consejero Francisco Gómez quien lo ejerció hasta que el 7 de marzo de 1836 fueron declarado como jefe y vicejefe electos Diego Vigil y Timoteo Menéndez.

### Golpe de Estado a Francisco Morazán en 1840
En 1840 Centroamérica se encontraba en una guerra civil que causó la disolución del República Federal y la separación de los Estados, quienes veían como amenaza que Francisco Morazán, después de que expirase su tiempo como presidente, fuese electo como jefe supremo de El Salvador el 6 de julio de 1839. Por ello Guatemala, Honduras y Nicaragua realizaron diversos ataques al territorio que mayoritariamente fueron repelidos por las tropas Morazán, el cual lograría avanzar hasta la ciudad de Guatemala en febrero de 1840; pero el comandante de las fuerzas guatemaltecas el General Rafael Carrera, que se encontraba en Quezaltenango, lo derrotó y recupero la ciudad de Guatemala el 18 de febrero de ese año, obligando a Morazán a replegarse al territorio salvadoreño. A inicios de abril de 1840, el General Francisco Cáscaras, junto con la vanguardia guatemalteca, ocupó Santa Ana; ante esto, y para ya no ocasionarle más problemas al estado salvadoreño, el 4 abril, Morazán decidiría renunciar ante una junta de notables y embarcarse con destino a Suramérica al siguiente día, junto con el iría el vicejefe José María Silva. Al quedarse el gobierno sin autoridades, el consejo municipal de San Salvador (cuyo alcalde primero era Rafael Francisco Osejo) se haría cargo del gobierno y llamaría al consejero coronel Antonio José Cañas para que se hiciese cargo del gobierno.

### Golpe de Estado a Antonio José Cañas en septiembre de 1840
El jefe supremo salvadoreño Antonio José Cañas había logrado restablecer las comunicaciones con el gobierno guatemalteco, que envió en mayo de 1840 como comisionados al general Rafael Carrera y a Joaquín Durán y Aguilar. Una de las exigencias de los comisionados fue que se nombrase como comandante de las armas al jefe de caballería general Francisco Malespín. El cual intentaría imponer su voluntad al gobierno de Cañas; y al no lograrlo, impulsaría, el 20 de septiembre, una sublevación en los cuarteles de San Salvador que obligarían a Cañas a renunciar. Ante ello, el Consejo Representativo nombró como jefe provisorio al designado Norberto Ramírez, que renunció en enero de 1841 al estar en desacuerdo con Malespín; por lo que el Congreso Constituyente del Estado nombró como jefe provisorio a Juan Lindo, que se convirtió en el primer presidente del país al emitirse y jurarse la Constitución de 1841 en febrero de ese año.

## Golpes de Estado durante el período posfederativo (1841-1876)

### Golpe de Estado a Juan Lindo en 1842
Luego de la disolución de la Federación la situación en el país era inestable y surgían facciones que buscaban restaurar la Federación y procurar el regreso de Morazán. A fines de octubre de 1841, surgiría un movimiento en San Salvador y San Miguel que buscaba destituir a Juan Lindo y colocar en su lugar al General Nicolás Espinoza, dicho movimiento estaría liderado por el Coronel Nicolás Ángulo; en dicho alzamiento, según el gobierno, algunos senadores (en la Constitución de 1841 el sistema legislativo era bicameral) y diputados estaban implicados. Debido a ello, el 5 de noviembre, se allanaron las casas de senadores, diputados y magistrados de la Corte Suprema, y el 6 de ese mes fueron encarcelados varios senadores (que fueron conducidos hacia Guatemala rumbo a México) provocando la disolución de la Asamblea.
El arresto y allanamiento de miembros del poder legislativo y judicial llevó a que, a fines de 1841 e inicios de 1842, surgieran varias revueltas contra el gobierno en San Salvador, Chalatenango,  Sonsonate y Santa Ana, que llevaron a la captura, destierro y confinamiento de varias personalidades. Ante esto, Lindo decidió trasladar la sede del gobierno a San Vicente el 5 de enero de 1842. El 27 de enero el congreso legislativo, electo para ese año, decretó una amnistía a los expulsados y prohíbe las persecuciones. El 1 de febrero de ese año, luego de contabilizar los votos de las elecciones presidenciales, la Asamblea Legislativa nombró como presidente electo a Antonio José Cañas, pero este no aceptó el cargo; por lo que en su lugar se nombró como presidente provisional a Juan José Guzmán y en caso de no estar presente ocuparía el cargo el General José Escolástico Marín o en su falta Dionisio Villacorta, dejando completamente afuera a Lindo. Él cuál, en lugar de esperar la llegada de Guzmán, decidió renunciar ese mismo día y entregar el gobierno al General Escolástico Marín. En septiembre de 1842 la Asamblea Legislativa declaró como presidente y vicepresidente electos a Juan José Guzmán y a Pedro José Arce.

### Golpe de Estado a Juan José Guzmán en 1843
El presidente Juan José Guzmán buscando reducir la autoridad de Francisco Malespín (que hacía de caudillo desde su puesto de comandante de las armas), decidió dividir la comandancia de las armas en 4 departamentos, quedando Malespín en la de San Salvador. En diciembre, Guzmán se dirigió a visitar el departamento de San Miguel; y tras él se dirigió Malespín con una escolta, ya que Guzmán había ordenado la captura y remisión a San Miguel del presbítero Eduardo Vásquez (que había usado el púlpito como medio político); lo que hizo que Guzmán se sintiera perseguido e intimase a Malespín el 6 de diciembre para que desocupase San Miguel a pena de ser declarado faccioso. Malespín no contestó, permaneció en San Miguel, y reunió a la municipalidad para formar una comisión que averiguase el paradero del presidente para que continuase ejerciendo sus funciones.
Al volver a San Salvador, Guzmán decidió trasladar la sede del gobierno a San Vicente el 23 de diciembre; mientras que Malespín ordenó el extrañamiento de los presbíteros Isidro Menéndez e José Ignacio Zaldaña, lo que fue hecho por el obispo Jorge de Viteri y Ungo. El 29 de diciembre, Guzmán se dirigió a Malespín para que declarase si obedecía o no las leyes, y al obispo y la Corte Superior de Justicia para que restablecieran la justicia. Al no obtener resultados, Guzmán renunció al cargo y se lo entregó al senador Cayetano Molina, quien lo iría intercambiando con el vicepresidente Pedro José Arce hasta que en febrero de 1844 asumieron como presidente y vicepresidente electos el General Francisco Malespín y el General Joaquín Eufrasio Guzmán.

### Golpe de Estado a Francisco Malespín en 1845
El 5 de septiembre de 1844 inició una revolución en San Miguel promovida por el General José Trinidad Cabañas y los Coroneles Gerardo Barrios, Domingo Asturias, Antonio Ruiz, Antonio Vigil y José Antonio Milla. Ante ello, el presidente General Francisco Malespín se movilizó hacia San Miguel, mientras que los pronunciados buscaron refugio en Nicaragua. Debido a que el gobierno nicaragüense se negó a arrestar a los sublevados, Malespín, depósito el mando en el vicepresidente el General Joaquín Eufrasio Guzmán el 25 de octubre, le declaró la guerra a ese país y dirigió el ejército hacia la ciudad de León. Aprovechándose de la ausencia de Malespín, a finales de enero de 1845, el General Cabañas y el Coronel Barrios retornaron al territorio salvadoreño, donde convencieron al vicepresidente Guzmán a que desconociese la autoridad de Malespín.
El 2 de febrero de 1845, el vicepresidente Guzmán asumió la comandancia de las armas y sin dificultad logró el desconocimiento de la auroridad de Malespín y que sus partidarios. Al darse cuenta de esos sucesos Malespín retornó al territorio salvadoreño, conduciendo sus tropas hacia San Miguel; sin embargo, el 15 de febrero las cámaras legislativas desconocieron la elección como presidente de Malespín y ordenaron el embargo de sus bienes, y 23 de ese mes el obispo Viteri lo excomulgó por haber fusilado en León al presbítero Manuel Crespín. Finalmente, Malespín se refugio en Honduras; donde el presidente de ese país Francisco Ferrera entraría en guerra con El Salvador para restablecer a Malespín en el poder, pero al final ambas naciones firmarían un convenio de paz el 27 de noviembre en Sensenti (Honduras). Por lo que el vicepresidente Guzmán continuó ejerciendo el gobierno hasta el 2 de febrero de 1846 cuando se lo entregó al presidente electo Eugenio Aguilar. Con la caída del gobierno de Malespín, los liberales ocuparon el gobierno del país.

### Golpe de Estado a Doroteo Vasconcelos en 1851
En enero de 1851, el presidente Doroteo Vasconcelos (que fue el primer gobernante salvadoreño en reelegirse en 1850; en ese tiempo el mandato presidencial duraba 2 años), buscando derrocar el gobierno conservador del presidente guatemalteco General Rafael Carrera, se alió con el presidente hondureño Juan Lindo, y depósito la presidencia en el senador Francisco Dueñas. En conjunto con las tropas hondureñas invadió el territorio guatemalteco, pero fueron derrotados por las tropas de Rafael Carrera en la batalla de La Arada el 2 de febrero de ese año. Esa derrota obligó a las tropas a retirarse mientras que Carrera se movilizó hasta Santa Ana, donde un ejército liderado por el General Trinidad Cabañas logró hacer que retrocediese y abandonase del territorio. Debido a la derrota en la batalla de La Arada, y por consejo del senador Dueñas, decidió no retomar el cargo. La Asamblea Legislativa decretó que la presidencia fuese ocupada provisionalmente por el vicepresidente José Félix Quirós y en su ausencia quién lo sucedería sería Francisco Dueñas, el cual fue electo como presidente el 29 de enero de 1852. El resultado de la batalla de La Arada fue un triunfo para Carrera (que se convirtió en presidente vitalicio de Guatemala) y los conservadores en El Salvador y Centroamérica.

### Golpe de Estado a Miguel Santín del Castillo en 1859
Durante la presidencia de Miguel Santín del Castillo se percibía la influencia del General Gerardo Barrios, que era compadre de Santín y que en ese momento ejercía como senador, comandante general del ejército, primer designado a la presidencia, y ministro de relaciones exteriores. Santín dejó temporalmente la presidencia por motivos de salud en junio de 1858, depositandola en Gerardo Barrios; volvería a retomar el cargo en septiembre, pero Barrios buscaría apartarlo del poder. En enero de 1859, Barrios pidió a los ministros Manuel Irungaray, Trinidad Cabañas, José Félix Quirós a que abandonasen temporalmente sus cargos, lo que hicieron simultáneamente en enero de ese año. Santín aceptó las renuncias y distribuyó los cargos entre Francisco Dueñas y José María Zelaya, pero Barrios los capturó y expulsó del país el mismo día de su nombramiento. El 11 de enero, Barrios, en calidad de comandante del ejército y presidente de la cámara de senadores, convocó a las cámaras legislativas para llamar al vicepresidente el General Joaquín Eufrasio Guzmán (que ya para entonces era suegro de Barrios, y que se encontraba en San Miguel) para que viniese a San Salvador para que tratase las dificultades de la administración y asumiese la presidencia ya que por motivos de salud no podía continuar Santín.
El 13 de enero, Santín aceptó dejar al cargo sí también Barrios renunciaba como comandante general del ejército, lo que fue aceptado, asumiendo provisionalmente como presidente Joaquín Eufrasio Guzmán; sin embargo, ese mismo día la municipalidad de Sonsonate público un acta desconociendo s Guzmán, por lo que Barrios manda a capturar a los miembros de la municipalidad mientras que Santín hace que se publique esa acta. El 19 de ese mes, Santín reasume la comandancia de las armas; mientras que el 20 de enero las cámaras legislativas nombraron como designados a la presidencia a Gerardo Barrios, José María Peralta y Miguel Molina. El 21, Santín acusó a Barrios ante la cámara de diputados por haber expulsado a Dueñas, Zelaya, la municipalidad de Sonsonate y otros políticos. Ante esto, el 22 de enero Guzmán le escribió a Santín pidiéndole que renuncie definitivamente del cargo, lo cual no aceptó; por lo que ese mismo día se presentó en la cámara de diputados una acusación contra Santín, acusándole de incapacidad de gobernar, por la que se lo depone definitivamente del cargo; siendo dicha acusación aceptada en la cámara de senadores el día 24. El 25 de enero la cámara de diputados desechó la acusación contra Barrios. El 15 de febrero Guzmán le entregó la presidencia a José María Peralta, y el 12 de marzo de ese año Gerardo Barrios se hizo provisionalmente de la presidencia (debido a una insurrección en el cuartel de Santo Domingo de la capital), asumiendo como presidente electo el 1 de febrero de 1860, con lo que los liberales se hacían completamente con el poder.

### Golpe de Estado a Gerardo Barrios en 1863
En Guatemala se habían refugiado los opositores al gobierno de Gerardo Barrios, entre los que destacaba Francisco Dueñas, quien recibió el apoyo militar del gobierno vitalicio del General Rafael Carrera. El cual invadiría en dos ocasiones en 1863 el territorio salvadoreño, buscando poner como presidente provisional a Dueñas. En la primera ocasión fue derrotado en la batalla de Coatepeque el 24 de febrero de 1863, y tuvo que replegarse a Guatemala. En la segunda ocasión, que tuvo lugar entre junio y octubre de ese año, logró deponer a Barrios, quiwn renunció el 26 de octubre después de haberse librado una cruenta batalla en las calles de la ciudad. Dueñas asumiría provisionalmente la presidente, y el 23 de enero de 1864 fue declarado presidente electo. La destitución de Barrios significó un triunfo para los conservadores.

### Golpe de Estado a Francisco Dueñas en 1871
En marzo de 1864, la Asamblea Constituyente que redactaba una nueva Constitución, incluyó entre sus novedades que la duración del mandato presidencial fuese de 5 años con posibilidad de ser reelegido. Cuando su mandato como presidente electo llegaba a su fin en 1869, el presidente Francisco Dueñas buscó la reelección; más adelante, en 1870, las cámaras legislativas decretaron que el presidente podía elegirse en dos ocasiones, lo que preparaba el terreno a una tercera reelección de Dueñas, lo que provocó que aumentasen los opositores a su gobierno. Asimismo, surgieron desavenencias con el gobierno del presidente hondureño General José María Medina, debido a que Dueñas brindaba apoyo a los opositores de dicho mandatario, y en especial a Florencio Xatruch. Por ello, en marzo de 1871, el gobierno hondureño decidió declararle la guerra a El Salvador y dar su apoyo militar a los opositores de Dueñas, entre los que destacaba el Mariscal Santiago González, que representaba al sector cafetalero emergente y que fue nombrado presidente provisional de El Salvador cuando su contingente logró tomar Sensuntepeque. El 15 de abril, Dueñas, que se encontraba refugiado en la Legación de Estados Unidos, fue depuesto, enjuiciado y posteriormente desterrado a Estados Unidos. Santiago González asumió la presidencia provisionalmente y el 1 de febrero de 1872 tomó posesión como presidente electo. Con ello, triunfaban los liberales y el periodo conservador concluía definitivamente.

## Golpes de Estado en la República Cafetalera (1876-1931)

### Golpe de Estado a Andrés Valle en 1876
El 12 de enero de 1876 fueron declarados como presidente y vicepresidente electos Andrés Valle y el General Santiago González respectivamente. En febrero de ese año, surgirían desavenencias con el presidente guatemalteco el General Justo Rufino Barrios, ya que el 15 de ese mes se había acordado en el volcán Chingo, que ambos gobiernos apoyarían la pretensión del General José María Leiva de derrocar al presidente hondureño Ponciano Leiva; sin embargo, el gobierno de Valle buscó darle apoyo a Leiva. Barrios, que buscaba tener la hegemonía en Centroamérica, declaró la guerra a El Salvador. Contingentes guatemaltecos liderados por los Generales Gregorio Solares e Indalecio Miranda invadieron el oriente del país desde Honduras, y para abril habían vencido a las fuerzas de San Miguel; mientras que Barrios realizó ataques infructuosos en Ahuachapán. El 25 de abril se firmó en convenio en Santa Ana entre ambos bandos para que en esa ciudad se reuniese una junta de notables para elegir al sucesor de Valle. El 30 de abril dicha junta de notables eligió a Rafael Zaldívar como presidente provisional, lo que fue aceptado por Barrios. Zaldívar convocaría a elecciones que fueron ganadas por él, siendo declarado presidente electo el 16 de julio de ese año.

### Golpe de Estado de 1885
El presidente Rafael Zaldívar fue reelecto en 1880 y otra vez ocasión en 1884, esto hizo que aumentaran sus opositores (destacándose entre ellos el General Francisco Menéndez), que buscaron refugio en Guatemala, donde obtendrían el apoyo militar del presidente de ese país Justo Rufino Barrios, quien en 1885 buscaba restaurar la unidad centroamericana, lo que no era apoyado por Zaldívar provocando el quiebre de la relación entre ambos presidentes. El 30 de marzo, Barrios invadió El Salvador, pero falleció en la batalla de Chalchuapa el 2 de abril. A pesar de ello y de que se firmase un convenio de paz, el sucesor de Barrios en la presidencia guatemalteca Manuel Lisandro Barrillas apoyó a los rebeldes salvadoreños que liderados por el general Francisco Menéndez iniciaron el 10 de mayo una revuelta contra Zaldívar. Para el 15 de mayo se habían tomado la ciudad de Santa Ana, y Menéndez fue proclamado presidente provisional; ante esto, Zaldívar renunció y entregó el mando al segundo designado General Fernando Figueroa, quien no logró detener a los rebeldes y el 18 de junio entregó el mando a José Rosales, el cual envió comisionados que junto con los de Menéndez firmaron el convenio de San Andrés (en la hacienda de igual nombre, hoy parque arqueológico San Andrés). El 22 de junio de 1885, las tropas de Francisco Menéndez entraron en San Salvador, asumiendo él oficialmente como presidente provisional; tomando posesión como presidente electo el 1 de marzo de 1887.

### Golpe de Estado a Francisco Menéndez en 1890
En 1890 se acercaba el final del período presidencial para el que había sido electo Francisco Menéndez. Por tal motivo, convocó a una junta de amigos en la residencia presidencial (edificio conocido como la Casa Blanca que se encontraba al sureste de la Plaza Mayor de San Salvador, hoy Plaza Libertad) para seleccionar al candidato presidencial que debía apoyar. Dicha junta se reunió el 1 de mayo de ese año, y después de sesionar en dos ocasiones, escogió al ministro de instrucción pública Julio Interiano, lo cual generó inconformidad. El 22 de junio de ese año se celebró los 5 años del golpe de Estado a Zaldívar; a dicha celebración asistió el comandante de las tropas de Santa Ana el general Carlos Basilio Ezeta, quien no estaba convencido con selección de Interiano como candidato presidencial y que fue convencido por el General Melecio Marcial para derrocar a Menéndez debido a su prestigio en las tropas santanecas. Esa noche se lanzó el golpe de Estado, al dar cuenta Menéndez de la traición de Ezeta le dio un infarto fulminante por lo que falleció y Ezeta asumió como presidente provisional y el 1 de marzo de 1891 tomó posesión como presidente electo, teniendo como vicepresidente a su hermano Antonio Ezeta.

### Revolución de los 44
La presidencia de Carlos Ezeta fue mal vista desde el principio por el modo en que llegó al gobierno, además el vicepresidente Antonio Ezeta se trasladó a Santa Ana para controlar a los cafetaleros. En Guatemala se refugiaron los opositores de Ezeta, (entre los que destacaba el General Rafael Antonio Gutiérrez) quienes recibirían apoyo del presidente guatemalteco José María Reina Barrios para iniciar una revolución y deponer a los hermanos Ezeta. El 29 de abril de 1894, 44 insurrectos liderados por Rafael Antonio Gutiérrez (quien fue proclamado como presidente provisional) se adentraron desde Guatemala hacia la ciudad de Santa Ana. Ahí tomaron el cuartel y reclamaron la rendición de las tropas del gobierno que se organizaron para sofocar esta rebelión. El vicepresidente Antonio Ezeta, se retiró a Coatepeque donde pidió refuerzos a la capital. Los conjurados, a pesar del desconcierto y desorganización por su situación de estar al mando de la ciudad, supieron soportar el ataque de las tropas de los Ezeta. Para el día 21 de mayo, victorias del lado de los alzados debilitaron a los gobiernistas hasta su derrota. Esto les animó a marchar hacia la capital por el lado de Chalatenango. Nuevas victorias en el cerro Malakoff y en “Las Marias” el día 24 de mayo reforzaron a los rebeldes. Antonio Ezeta emprendió la huida de Coatepeque.
Los rebeldes se encontraban ya en Opico, cercana a la capital, bajo las órdenes de los generales Tomás Regalado, Salvador Ávila y el coronel Emilio Calderón. Carlos Ezeta y su hermano Antonio Ezeta abandonaron el país ante la situación por la vía marítima. Gutiérrez entró a la capital el 29 de julio de 1894, donde asumió oficialmente como presidente provisional, tomando posesión como presidente electo el 1 de marzo de 1895.

### Golpe de Estado de 1898
Durante el gobierno del presidente Rafael Antonio Gutiérrez, El Salvador había formado junto con Honduras, Nicaragua la República de América Central. Para 1898, el país afrontaba una fuerte crisis económica debido a la caída de los precios de café en el mercado internacional; el 10 de noviembre de ese año, el gobierno federal dispuso que el armamento del ejército salvadoreño fuese enviado a Nicaragua, esto ocasionó una crisis política y preocupación en los militares; todo ello ocasionó que Gutiérrez perdiese la confianza pública y que se generase una ola de inestabilidad. Por ello, el 13 de noviembre de 1898, el General Tomás Regalado, uno de sus compañeros revolucionarios, lo traicionaría y buscaría derrocarle. Regalado llegaría ese día a San Salvador con un contingente de tropas de Santa Ana para acuerpar la sublevación de la brigada de línea de la capital; siendo Regalado proclamado presidente provisional, mientras Gutiérrez abandonaba la presidencia para dirigirse a Honduras.
El comandante del cuartel El Zapote General Francisco Reyes no quiso rendirse y esperó al vicepresidente General Prudencio Alfaro que había sido salido de Sonsonate con un contingente de 800 hombres. Pero Alfaro no llegó a San Salvador sino que se dirigió a Sensuntepeque, por lo Reyes se rindió; mientras que Alfaro continuó la lucha en Sensuntepeque hasta que sus tropas fueron derrotadas el 19 de noviembre. Alfaro y varios de los generales se refugiaron en Honduras, mientras otros fueron capturados y liberados poco tiempo después. El 1 de marzo de 1899, Tomás Regalado tomó posesión como presidente electo. El golpe de Estado a Gutiérrez fue el último del siglo XIX, y con él se terminaría disolviendo la República de América Central.

## Golpes de Estado en elsigloXX

### Militarismo (1931-1979)

#### Golpe de Estado de 1931
El entonces presidente Arturo Araujo nueve meses de iniciada su presidencia, debía enfrentar una crisis económica producida por la Gran Depresión de 1929 lo cual afectaría a El Salvador con la inflación y altos precios del café, debido a que en El Salvador se presentaba descontentos por parte del sector campesino por la reforma agraria que el prometió durante su campaña presidencial debido a que no beneficiaba a la mayorías, ante esto muchos campesinos se manifestaron y terminaron siendo reprimidos, tras esto Araujo decidió recortar el presupuesto a la Fuerza Armada para poder paliar la crisis pero los militares estaban inconformes con dicha idea fue así que un grupo de militares del país apoyados por la oligarquía cafetalera unieron fuerzas y derrocaron al gobierno de Araujo, el 2 de diciembre de 1931,desembocando una Revuelta en Izalco en contra del gobierno, dejando un saldo de 24 000 víctimas en su mayoría campesinos, indígenas, miembros del Partido Comunista y militares golpistas; derrocado Arturo Araujo, terminó exiliándose en Guatemala y luego en Estados Unidos, Tras su derrocamiento se crearía el Directorio cívico que le entregó el poder al general Maximiliano Hernández Martínez quien en ese entonces fungía como vicepresidente y Ministro de Guerra de la República. Este Golpe de Estado significaría el Fin de la República Cafetalera en donde los terratenientes depositarían el poder al ejército salvadoreño para la administración del Estado además los civiles perderían el derecho a participar en elecciones presidenciales.

#### Huelga de Brazos Caídos y golpe de Estado a Andrés Ignacio Menéndez en 1944
El 2 de mayo de 1944, estudiantes, empleados públicos y privados, hospitales, servicios de ferrocarril y buses, realizaron un parón nacional, dejando sus labores para realizar una huelga pacífica contra el gobierno de Maximiliano Hernández Martínez (que había gobernado por 13 años). La huelga continuó los siguientes días y obligó a Martínez a renunciar y dejar el gobierno en el vicepresidente Andrés Ignacio Menéndez.
Andrés Ignacio Menéndez, buscaría llevar a cabo elecciones libres y democráticas en el país, pero un grupo de militares a fines a la oligarquía dirigidos por el coronel Osmín Aguirre y Salinas, terminarían derrocándolo el 21 de octubre de 1944. Osmín Aguirre se haría con la presidencia hasta el año siguiente donde se celebrarían elecciones sin participación democrática alguna, siendo candidato único Salvador Castaneda Castro.

#### Golpe de Estado de 1948
Salvador Castaneda Castro tomó posesión de su cargo, el 1 de marzo de 1945, para un período de seis años, como lo marcaba la Constitución vigente. Sin embargo, en 1948 la Asamblea Legislativa recortó el periodo presidencial a cinco años, y emitió un decreto para que abandonara el gobierno un año después, recortando su periodo a sólo cuatro años. Castaneda, quien al parecer buscaba la reelección, alegó que el decreto no podía ser retroactivo, y anunció su intención de prolongar su mandato hasta el límite constitucional vigente cuando tomó posesión, ante esto un grupo de jóvenes militares, entre ellos los expresidentes Oscar Osorio y José María Lemus, el 14 de diciembre de 1948, a eso de la 1 de la tarde darían un golpe de Estado a Salvador Castaneda Castro empezando por tomarse los cuarteles de la Policía Nacional, Cuartel El Zapote, Cuartel de la Guardia Nacional y la misma Casa Presidencial ante esto los militares empezaron a ametrallar dichos cuarteles y la casa presidencial el cuartel de la policía se rinde a eso de las 4 de la tarde Salvador Castaneda Castro termina siendo arrestado y llevado a la Penitenciaria de San Salvador donde nueve meses después sería indultado y liberado, Castro siguió viviendo en El Salvador donde fallecería unos años más tarde y sería sustituido por un Consejo Revolucionario de Gobierno que sería dirigido por quien sería su sucesor, el teniente coronel Óscar Osorio., este golpe de Estado recibiría el nombre de la primavera del 48 ya que pondría fin a las políticas conservadoras impuestas por el General Maximiliano Hernández Martínez y iniciaría el comienzo de la década del reformismo o progresismo en El Salvador.

#### Golpe de Estado de 1960
José María Lemus fue electo presidente en las elecciones de 1956, contra el entonces opositor Enrique Magaña Menéndez del Partido Acción Renovadora (PAR), lamentablemente no pudo continuar las políticas de moderada reforma social de su antecesor Óscar Osorio, por la reducción de los ingresos gubernamentales ante la caída de los precios del café, lo que generó malestar y protestas populares, Ante esto ocurriría el "Madrugón de los Compadres" que según se relata una noche El 26 de octubre de 1960, un grupo de militares a fines al Coronel Oscar Osorio se hizo presente a la casa del Presidente Lemus, y después de haber despertado a su familia y ya dentro de su propiedad conminaron al gobernante para que se diera preso. El Presidente Lemus estaba en pijamas (ropa de dormir), no permitiéndole cambiarse de ropa, lo tomaron bruscamente y después de propinarle golpes fue obligado a acompañarlos, mientras tanto el Mayor Escamilla uno de los golpistas se dirigió a su esposa Doña Coralia, quien se encontraba en bata, y al notar que ella intentaba intervenir en defensa de su esposo, la tomó del pelo y la arrojó contra el suelo, reduciéndola a la impotencia, ella recibió en su cuerpo fuertes golpes adicionales, que le dejaron moretones Lemus fue llevado preso primeramente a la Dirección General de la Policía de Hacienda, en donde se le presentó el entonces Capitán Julio Adalberto Rivera que posteriormente sería su sucesor, Rivera le mencionó que estaría dispuesto a protegerlo de cualquier situación que le ocurriese, tras permanecer algunas horas; fue llevado finalmente a la Fuerza Aérea, y enviado en un avión hacia Costa Rica, sería derrocado antes de terminar el período constitucional de 6 años, para el que había sido electo, de acuerdo a la Constitución de 1950.

#### Golpe de Estado a la Junta de Gobierno en 1961
A finales de 1960 el presidente José María Lemus fue derrocado debido a persecuciones, torturas y capturas ilegales, el 26 de octubre tres civiles y tres militares asumen el gobierno formando así la Junta de Gobierno. La intención declarada de esta junta era poner en efecto la Constitución de 1950 a través de elecciones presidenciales genuinas. Sin embargo los miembros de la Junta tuvieron influencias de la Revolución Cubana en donde La Embajada de Estados Unidos sospechó que la junta tendría posibles arraigos izquierdistas por lo cual sería derrocada después de 3 meses de gobernabilidad. La Junta de Gobierno gobernó El Salvador desde el 26 de octubre de 1960 hasta ser derrocada por un grupo de militares liderados por el Cnel. Aníbal Portillo, quienes formaron el Directorio Cívico-Militar el 25 de enero de 1961, dando el poder al entonces Coronel Julio Adalberto Rivera.

#### Golpe de Estado de 1979
El Gral. Carlos Humberto Romero asumió la presidencia en 1977 a través de un supuesto fraude al entonces candidato opositor Gral. Ernesto Claramount Rozeville la UNO (Unión Nacional Opositora) presentaron denuncias sobre numerosos hechos de fraude y coacción electoral cometidos en la votación. El ambiente sociopolítico de la época era sumamente violento. La violencia gubernamental (terrorismo de Estado) fue una constante durante el tiempo que fungió en la presidencia. Las diferentes fuerzas policiales, militares y paramilitares gubernamentales impulsaron una campaña de sangrienta represión hacia los grupos de izquierda que acabó con la vida de 4 sacerdotes católicos y numerosos dirigentes y militantes de las organizaciones obreras y campesinas. Los grupos de izquierda alzados en armas respondieron a la violencia ejercida por el Estado con ataques hacia los cuerpos de seguridad y a los funcionarios gubernamentales. La represión descontrolada sumergió al país en una grave crisis social. El gobierno de Romero se vio abruptamente interrumpido el 15 de octubre de 1979 cuando un grupo de militares jóvenes, encabezados por los coroneles Arnoldo Majano y Jaime Abdul Gutiérrez, promovieron un golpe de Estado e instalaron una Junta Revolucionaria de Gobierno. Fue éste el último de la larga serie de golpes de Estado que signaron la vida política de El Salvador durante el siglo XX. La coyuntura abierta después de octubre de 1979 fue cualitativamente distinta a las anteriores: Se cerró una fase de la historia política del país y se abrió otra marcada por la emergencia del Frente Farabundo Martí para la Liberación Nacional como principal polo opositor y por el estallido de una guerra civil en la que se confrontaron el proyecto insurgente y el proyecto gubernamental.

## Golpes de Estado fallidos
En la historia de El Salvador también han existido intentos para realizar Golpes de Estado a Presidentes o Consejos elegidos ya sea por voto popular o por un organismo en específico, esto se debe al desinterés de algunos sectores ya sea de la población civil o de desacuerdos políticos de los opositores, estos golpes de estado han terminado fracasando debido a los malos arraigos, débiles planificaciones y diferencias políticas.

### Golpes de Estado fallidos delsigloXIX

#### Guerra civil centroamericana (1826-1829)
Entre 1826 y 1829, debido a las desavenencias existentes entre el gobierno federal (presidido por Manuel José Arce; y que se consideraba que estaba muy influenciado por el partido conservador) y el vicejefe encargado de la jefatura estatal salvadoreña Mariano Prado (del partido liberal), se desató la guerra civil centroamericana. En la que, desde Guatemala, las tropas de la federación invadieron en tres ocasiones el territorio salvadoreño. Sin embargo, las tropas federales fueron repelidas y la guerra terminó en 1829 con la deposición de Arce y el vicepresidente Mariano Beltranena, y la llegada al poder de Francisco Morazán. Para ese momento se desempeñaba como jefe supremo salvadoreño electo José María Cornejo.

#### Intento de golpe de Estado a Francisco Malespín en 1844
El 27 de abril de 1844, el General Manuel José Arce, buscando derrocar a Francisco Malespín y contando con el apoyo militar del presidente de Guatemala el General Rafael Carrera (quién estaba en desacuerdo con Malespín), invadió el territorio salvadoreño por Atiquizaya, pero fue derrotado, el 5 de mayo, por las tropas salvadoreños que desde Santa Ana dirigía el teniente coronel Pedro Escalón. A pesar de ello, Rafael Carrera buscó continuar con la guerra, mientras que Malespín se puso al frente de las tropas salvadoreñas el 9 de mayo; al final ambas naciones firmaron un convenio de paz en Quezada (Guatemala) el 5 de agosto de ese año; por lo que Malespín siguió gobernando hasta ser derrocado en febrero de 1845.

#### Intento de golpe de Estado a Eugenio Aguilar en 1847
El 11 de julio de 1847, el obispo de San Salvador Jorge de Viteri y Ungo esparció rumores de que el presidente Eugenio Aguilar lo quería desterrar, eso generó descontento en la población de la capital que provocó que se convocarán manifestaciones en contra del mandatario. Debido a ello, y para calmar la situación, el 12 de julio, Aguilar decidió dejar el gobierno y depositarlo en el senador Fermín Palacios. Sin embargo, dicho acto de dejar el poder por Aguilar hizo que en el país la actitud del obispo fuese vista de forma desfavorable, por lo que varios políticos de entonces, en especial la municipalidad de San Salvador, le escribirían para que regresase y recuperase el mando, y el comandante de las tropas de San Miguel el General Gerardo Barrios junto con sus tropas se puso a su disposición. El 17 de julio, Aguilar retoma el mando; y en vista de esa situación, el obispo Viteri decide dejar el país e irse a Honduras (a la vez que el gobierno le prohibió regresar al país) para apoyar la pretensión del General Francisco Malespín de recuperar la presidencia. Malespín intentaría invadir el país pero fue asesinado el 25 de noviembre de ese año en San Fernando (departamento de Chalatenango); por lo que Aguilar continuó ejerciendo el poder hasta la finalización del período de 2 años (1846 a 1848) para el que había sido electo.

#### Rebelión de los 8 días en 1857
Para 1857 era presidente Rafael Campo, el cual desde el año de 1856 había enviado tropas a Nicaragua para enfrentarse al filibustero estadounidense William Walker en la guerra nacional. Al final de dicho conflicto, para sustituir al General Ramón Belloso (quién lideró a las tropas en la parte más cruenta de la guerra), fue enviado como comandante de las tropas salvadoreñas el General Gerardo Barrios; que en junio de 1857 había firmado junto con su cuñado el General Trinidad Cabañas y otros prominentes centroamericanos el convenio secreto del Espino para destituir a Rafael Campo, a la vez de suscribir un llamamiento público para apoyar al gobierno salvadoreño en la lucha contra Walker. En Nicaragua, Gerardo Barrios, que para ese momento ya tenía mucha influencia en las cámaras legislativas, planeó como derrocar a Campo. El 2 de mayo de 1857, el General José Joaquín Mora (jefe de las tropas aliadas) ordenó a Barrios regresar a El Salvador; el 5 ese mes, en León, Barrios se encontró con Belloso y otros jefes del ejército salvadoreño, a quienes buscó convencer para que se unieran a su causa. Barrios saldría a El Salvador, desde el puerto El Realejo, el 28 de mayo; mientras que Belloso y demás jefes buscarían volver al territorio salvadoreño para alertar a Campo.
Tanto Nicaragua como Costa Rica se habían visto afectadas por la epidemia de Cólera morbus; por lo que se le ordenó a Barrios que sus tropas guardasen cuarentena en las islas del golfo de Fonseca. Pero Barrios desobedeció esa orden y desembarco en el puerto de La Libertad el 7 de junio, iniciando la rebelión. El 8 de ese mes, Belloso le advirtió a Campo sobre la sublevación de Barrios, el cual buscó que las tropas de Barrios guardasen cuarentena y las licenciase. Pero Barrios se negó y ese mismo día 8 llegó Barrios a San Salvador (en ese momento, y desde el terremoto de 1854, la sede del gobierno estaba en Cojutepeque). El 10 de junio, Campo buscaría asumir el liderazgo del ejército expedicionario y ordenaría que Barrios se presentase a Cojutepeque a rendir cuentas. Barrios respondería demandando la destitución como ministro de guerra a Juan José Bonilla y su sustitución por José María San Martín, y que se nombrase a él o al General Trinidad Cabañas como comandante general del ejército. El 11 de junio, Barrios y los jefes que lo apoyaban consideraban que el único camino legal era desconocer a Campo y darle el mandato al vicepresidente Francisco Dueñas; ese mismo día los militares leales a Campo rechazaron la pretensión de Barrios, y el 13 de ese mes Dueñas le dio su apoyo a Campo.
Al no recibir apoyo alguno (de los pueblos, cuerpos militares y personas destacadas) y que sus tropas menguaban por la epidemia de cólera, Barrios decidió presentarse en Cojutepeque donde conferenció con el presidente Campo ante el General Mariano Hernández, el Coronel José María San Martín y el licenciado Enrique Hoyos; luego de lo cual entregó su sable Campo y al siguiente día entraron las tropas de Barrios que fueron licensiadas y desarmadas. Campo continuó ejerciendo el gobierno hasta 1858 cuando terminó el período de 2 años para el que había sido electo; uno de los acuerdo alcanzados entre Barrios y Campos, fue que el sucesor del mandatario fuese Miguel Santín del Castillo, compadre de Barrios, en franco desacuerdo con Francisco Dueñas. Aunque el motín de Barrios no generó mayores consecuencias, el desorden en el que las tropas venidas de Nicaragua ingresaron al país y fueron licenciadas favoreció la dispersión de la epidemia de cólera morbus en el país.

#### Intento de golpe de Estado a Francisco Dueñas en 1865
El 14 de abril de 1864 falleció el presidente de Guatemala General Rafael Carrera, lo cual fue visto como una oportunidad para los liberales de restablecer en la presidencia salvadoreña al General Gerardo Barrios, quien para ese momento se encontraba en Costa Rica. En San Miguel, el 15 de mayo de 1865, inició una rebelión liderada por el General Trinidad Cabañas, quien se dirigió a La Unión a recibir a Barrios. El presidente Francisco Dueñas envió a los Generales Santiago González y Florencio Xatruch; quienes derrotaron a Cabañas en La Unión el 29 de mayo. Cabañas se escapó buscando refugio en un barco de la marina estadounidense. Mientras que Barrios, que se dirigía de Costa Rica a La Unión, se vio obligado a desembarcar en el puerto de Corinto (Nicaragua) ya que un rayo arruinó el barco en el que iba; el gobierno de Nicaragua presidido por el General Tomás Martínez Guerrero entregó a Barrios al gobierno salvadoreño. Barrios sería aprisionado y llevado ante un consejo de guerra que lo condenó a ser fusilado el 29 de agosto de 1865.

#### Diversos intentos de golpe de Estado a Rafael Zaldívar
Durante la presidencia de Rafael Zaldivar hubo varios intentos de derrocarlo. En junio de 1877 se descubrió una conspiración que buscaba colocar en la presidencia al General Francisco Menéndez; debido a ello varias personas fueron aprisionadas, exiliadas o perseguidas. A fines de 1882, algunas personas formaron un fondo para comprar armas en California y ponerlas en mano del General Francisco Menéndez; dichas armas que eran transportadas en el buque Ounalaka fueron interceptado por el gobierno; y, debido a una manifestación en abril de 1883, fueron capturadas el General Menéndez y el doctor Manuel Gallardo para poco después partir al exilio. En enero de 1885 debía estallar un movimiento general en el país, pero solo hubo algunas tentativas como la del capitán Tomás Cantor en Cojutepeque y la asonada de Atiquizaya, en esta última resultaron varias personas fusiladas.

#### Intento de golpe de Estado a Francisco Menéndez
En 1889, debido a estar descontentos con la gestión del General Francisco Menéndez, los Generales de origen nicaragüense José María Barahona y Fabio Moran, organizaron una rebelión para derrocar a Menéndez. Para lo cual nombraron como comandante de las tropas al oriente del país al General Fernando Figueroa; para las de la zona central al General Ricardo Moreira; y para las de occidente al General Mardoqueo Sandoval. Pero por equivocación el levantamiento estalló antes con la toma del puerto de La Unión por el Coronel Francisco Moncada, quien murió a consecuencia de las heridas que sufrió en esa batalla. Entonces, los Generales Barahona y Moran avanzaron sobre San Miguel, mientras que las tropas que desembarcaron en el puerto de La Unión fueron atacadas por la retaguardia por las tropas hondureñas de Amapala, bajo las órdenes del General José Santos Bardales, y por las de Tegucigalpa del General Melecio Marcial, que vinieron a salvaguardar dicho puerto. Los rebeldes fueron perseguidos por las fuerzas hondureñas, por lo que se retiraron y abandonaron el país.

#### Intento de golpe de Estado a Carlos Ezeta en 1890
Debido al golpe de Estado al General Francisco Menéndez el 22 de junio de 1890, el presidente guatemalteco Manuel Lisandro Barrillas decidió derrocar al presidente provisional salvadoreño General Carlos Ezeta, declarando la guerra el 28 de ese mes (conflicto conocido como la primera guerra del Totoposte). Por ello, Ezeta y su hermano el vicepresidente General Antonio Ezeta partieron a la frontera con Guatemala para liderar el ejército salvadoreño. Debido a ello, el General José María Rivas, que se encontraba exiliado en Honduras (debido a haber protagonizado una rebelión en contra del gobierno del General Francisco Menéndez en 1889,  luego de ser comunicado de su destitución como gobernador y comandante militar del departamento de Cojutepeque), le escribe a Ezeta diciéndole que venía en su ayuda. Rivas ingresaría a Cojutepeque, en donde antes de ser exiliado había sido caudillo de los indígenas de la localidad, y donde reunió un contingente para ingresar a San Salvador. Ahí, serían equipadas sus tropas y saldría con dirección a la frontera; pero, en Santa Tecla, varios amigos le indujeron a regresar a la capital y proclamar como presidente legitimo al doctor Rafael Ayala que estaba refugiado en Honduras. El 29 de julio, Rivas atacó San Salvador que estaba defendida por el ministro general de Ezeta el General Benjamín Molina Guirola, y tomó la ciudad. Ante esto, el vicepresidente General Antonio Ezeta dejó la frontera y se dirigió a San Salvador, la cual recuperó el 1 de agosto; y Rivas fue capturado y fusilado. Al mismo tiempo que sucedía la sublevación de Rivas, el General Horacio Villavicencio, que se encontraba en la frontera, desconoció el gobierno de Ezeta, pero fracasó en su intento. El 26 de agosto, el presidente guatemalteco General Barillas, debido a las derrotas del ejército guatemalteco y mediante arbitraje del cuerpo diplomático, firmó la paz y reconoció a Ezeta como presidente de El Salvador. Carlos Ezeta seguiría gobernando el país hasta que fue derrocado por la Revolución de los 44 en el año de 1894.

### Golpes de Estado fallidos delsigloXX

#### Intento de golpe de Estado a Tomás Regalado en 1900
En el año 1900, había desacuerdos entre el presidente salvadoreño General Tomás Regalado y el guatemalteco doctor Manuel Estrada Cabrera. Este buscaba maneras de derrocar a Regalado, por lo que buscaría influenciar al subsecretario de guerra Jacinto Castro; el cual se sublevó el 2 de septiembre de ese año mientras Regalado se encontraba en Santa Tecla, pero dicha rebelión fracasó y Castro fue tomado prisionero y fusilado, a pesar de la intercesión de varias personalidades (incluyendo el arzobispo de San Salvador) para que se le perdonase la vida.

#### Intento de golpe de Estado a Pedro José Escalón a principios de 1907
A inicios de 1907 existían desacuerdos entre el presidente salvadoreño Pedro José Escalón y el gobierno nicaragüense presidido por el General José Santos Zelaya, debido al apoyo militar del gobierno salvadoreño al presidente hondureño Manuel Bonilla, al que Zelaya buscaba derrocar. Por ello, Zelaya buscaría apoyar el General Pontenciano Escalón (que había sido candidato a la presidencia salvadoreña para el período de 1907 a 1911, pero no había sido electo y se negaba a aceptar la derrota) para derrocar a Pedro José Escalón y evitar que llegase al poder el General Fernando Figueroa (quien era el ministro de guerra de Escalón). Pero ese plan fue denunciado, los elementos de guerra que habían sido acumulados en la hacienda Santa Emilia de Sonsonate fueron decomisados, y el General Escalón y casi todos los demás que estaban comprometidos fueron aprisionados. Pedro José Escalón se mantuvo en el cargo hasta que lo entregó al presidente electo Fernando Figueroa el 1 de marzo de 1907.

#### Intento de golpe de Estado a Fernando Figueroa en junio de 1907
El 11 de junio de 1907, contando con el apoyo del presidente nicaragüense José Santos Zelaya, desembarcó en el puerto de Acajutla el cañonero Momotombo que transportaba a medio millar de soldados nicaragüenses dirigidos por los generales Prudencio Alfaro, Manuel Rivas y Luis Alonso Barahona, que buscaban derrocar al presidente salvadoreño Fernando Figueroa y sustituirlo por Prudencio Alfaro. Dichos rebeldes tomaron por sorpresa el puerto de Acajutla y la plaza militar de Sonsonate; sin embargo, Rivas y Alfaro entraron en desacuerdo sobre sus planes, lo que fue aprovechado por las tropas gubernamentales para dispersarlos. Por lo que los rebeldes se embarcaron en el cañonero Momotombo rumbo a Nicaragua. Zelaya se mantendría en abierta hostilidad al gobierno de Figueroa; en 1909 preparó una invasión a El Salvador pero no fructificó, y ese mismo año fue depuesto por un movimiento armado apoyado por el gobierno salvadoreño y el gobierno guatemalteco de Manuel Estrada Cabrera. Asimismo, Prudencio Alfaro y Luis Alonso Barahona permanecieron en oposición al gobierno, generando algún que otro movimiento subversivo que no llegaron al nivel del de junio de 1907; debido a ello, Fernando Figueroa mantuvo al país en permanente Estado de Sitio hasta el final del período de 4 años para el que había sido electo.

#### Intentos de golpe de Estado a Jorge Meléndez
Para la elección presidencial de 1919 se presentaron como candidatos Jorge Meléndez del oficial Partido Nacional Democrático (PND), Pío Romero Bosque (también del partido oficial), y Arturo Araujo del Partido Laborista (PL). Debido a la manipulación de los resultados, impulsado por el entonces presidente interino Alfonso Quiñónez Molina y su cuerpo paramilitar denominado como las Ligas Rojas, la mayoría de los votos fueron para los candidatos del partido oficial (Meléndez y Romero respectivamente), quedando en tercero Araujo. Debido a ello, Araujo comenzó a conspirar contra el gobierno, pero al ser descubierto se exilió en Honduras en marzo de 1920. Donde recibió el apoyo del presidente Rafael López Gutiérrez, y con un contingente militar invadió el país en mayo de 1920, llegando a la población de Arcatao. Mientras que en San Salvador un grupo de artesanos y estudiantes buscó infiltrarse en el cuartel El Zapote para convencer a sus miembros cuando se iniciase el movimiento, pero el plan fracasó ya que los artesanos y estudiantes no fueron aceptados como reclutas. Ante lo sucedido en Arcatao, el gobierno impuso el estado de sitio y movilizó al ejército, que logró derrotar al contingente de Araujo, por lo que este tuvo que regresar a Honduras y no se le permitió regresar al país hasta el año de 1923.
En 1922 se dieron tres levantamientos militares que buscaban derrocar al presidente Meléndez. El primero de ellos sucedió el 15 de febrero de ese año cuando se sublevó la compañía de cadetes de la Escuela Politécnica, que buscaban iniciar una ofensiva desde Ahuachapán, esperando ser apoyados por los cuerpos militares de San Salvador; pero al ver que unidades militares del gobierno marchaban en su contra y que no tenían el apoyo de la población, decidieron retirarse y buscar asilo en Guatemala. El segundo levantamiento sucedió en la noche del 22 de mayo de 1922 cuando un grupo de estudiantes liderados por Oliverio Cromwell Valle y el capitán Fernando Carranza Tenorio se tomaron el cuartel del sexto regimiento de infantería, sublevando parte del regimiento; sin embargo, en la mañana siguiente, dicho cuartel fue atacado por tropas de otros cuerpos militares, por lo que los rebeldes se pusieron a la fuga. El tercer y último levantamiento no logró concretarse, y fue planeado por los artesanos politizados y los alumnos de la Escuela de cabos y sargentos instalada en el hoy mercado excuartel o mercado de artesanía, cuyo director era el General Maximiliano Hernández Martínez; el cual descubrió esa conspiración e hizo formar a las tropas en el pario del cuartel, donde llegó el presidente Meléndez y se les ofreció a los alumnos: aumentos de salarios y otras prestaciones, que se les mejorase el trato personal que se les daba y mejora en la alimentación; con ello, la mayoría desistió de la rebelión, a excepción de ocho cabos y un sargento que fueron capturados y fueron defendidos por el abogado progresista Salvador Ricardo Merlos, quién logró liberarlos a todos a excepción del sargento (que fue condenado a varios años de prisión, siendo encontrado muerto pocos días después en una celda de la penitenciaría, donde estaba incomunicado). Debido al descontento popular y a las varias manifestaciones contra el gobierno, Jorge Meléndez mantuvo al país en permanente estado de sitio hasta la finalización de su mandato de 4 años, el 1 de marzo de 1923; este estado de sitio se mantendría durante todo el período de su sucesor, su cuñado Alfonso Quiñónez Molina.

#### Intento de golpe de Estado a Pío Romero Bosque en 1927
La dinastía Meléndez-Quiñones cedió la presidencia a Pio Romero Bosque, quien fue electo el 1 de marzo de 1927 y que con anterioridad se había desempeñado como ministro de Guerra en las administraciones de Jorge Meléndez y Alfonso Quiñónez Molina, y vicepresidente en la última. Se pensaba que, al no ser miembro de una de las grandes familias latifundistas del país, el nuevo presidente sería una marioneta en sus manos. Pero Romero Bosque desde el primer momento, dio muestras de su independencia; para mayo de 1927  había quitado el estado de sitio y concedió una amplia libertad de prensa y manifestación; asimismo, debido a protestas de los estudiantes de la Universidad Nacional, expulsó del país al expresidente y entonces primer designado a la presidencia Alfonso Quiñones Molina, quien fue a radicarse a Francia. Debido a ello, en diciembre de ese año, el expresidente Jorge Meléndez intentó llevar a cabo un golpe de Estado junto con algunos militares, liderados por el director de la maestranza del ejército Coronel Juan Enrique Aberle, el alto jefe de la Policía Nacional Mayor Manuel Alfaro Noguera y el jefe del primer regimiento de infantería Carlos Carmona Tadey. Sin embargo, dicha acción fue un rotundo fracaso; las fuerzas del gobierno capturaron a un total de 140 personas con pistolas y machetes, y un consejo de guerra extraordinario condenó a ser fusilados al Coronel Aberle y al Mayor Alfaro Noguera; mientras que el expresidente Meléndez logró escapar a Honduras para luego radicarse en Costa Rica.

#### Insurrección Campesina de 1932
Entre los meses de enero a julio de 1932 se dio un levantamiento Campesino lo cual provocaría una de las matanzas más grandes en la historia de El Salvador. Campesinos e indígenas se rebelaron contra el Gobierno del general Maximiliano Hernández Martínez por la falta de tierras y altos precios del café, es posible que también se intentase derrocarlo, buscando tomar los cuarteles generales de la Guardia Nacional; pero estos terminaron siendo reprimidos por el ejército de El Salvador y grupos paramilitares armados conocidos como Guardias Cívicas. Terminando con un saldo de 30 000 víctimas, entre ellos los destacables líderes Feliciano Ama, Modesto Ramírez, Farabundo Martí y Francisco Sánchez.

#### Intentos de golpe de Estado al General Maximiliano Hernández Martínez
Debido a que el General Maximiliano Hernández Martínez buscó perpetuarse en el poder, hubo varios intentos de derrocarle, así como también una fuerte persecución contra sus opositores bajo la excusa de que conspiraban contra el gobierno. A inicios de 1834, habría un intento fallido de derrocarle dirigido por el entonces ministro de gobernación General Salvador Castaneda Castro, quien sería detenido, además de ser acusado de querer formar un partido político (lo que en ese momento estaba prohibido ya que solo se permitía el partido oficial Pro-Patria); según la información oficial, otro de los detenidos, el licenciado Mario Vargas Morán, se suicidó en la celda. Más adelante,  en 1936, se acusó al teniente Rodolfo Baños Ramírez (a quien se le había dado de baja del quinto regimiento de infantería de Santa Ana) de querer conspirar contra el gobierno, por lo que fue capturado, enjuiciado y fusilado.
El domingo 2 de abril de 1944, el presidente Maximiliano Hernández Martínez se encontraba en su rancho en una playa de La Libertad cuando se enteró de los planes en la capital. Donde militares de los regimientos primero y segundo de infantería (entre cuyos líderes estaban el General Alfonso Marroquín, Coronel Tito Tomás Calvo, Teniente Coronel Alfredo Aguilar, Capitán Mayor Julio Faustino Sosa, Capitanes Héctor Montalvo, Guillermo Fuentes, entre otros) apoyados por civiles (entre los que destacaba el líder opositor Arturo Romero) buscaban derrocarlo tras 13 años de dictadura. Ante ello, intentó hacer llamadas a sus hombres, pero pronto se dio cuenta de que debía volver a la capital si no quería perder la presidencia. Martínez dejó su carro oficial y partió hacia San Salvador en un carro alquilado, así logró sortear un control militar que buscaba capturarlo. Tras tres días de enfrentamiento, las tropas de Martínez lograron derrotar a los rebeldes y comenzaron una serie de fusilamientos en contra de los militares que habían intentado el golpe. Sin embargo, a pesar del fracaso del golpe, un mes después ocurriría la huelga de brazos caídos que obligaría a Martínez a renunciar cargo exiliándose de El Salvador debido a la presión popular, por lo cual su vicepresidente Andrés Ignacio Menéndez tomaría el cargo de presidente provisional.

#### Intento de golpe de Estado al Coronel Osmín Aguirre y Salinas en diciembre de 1944
Con el derrocamiento del General Andrés Ignacio Menéndez, en octubre de ese año, el Coronel Osmín Aguirre y Salinas ascendió al poder, y como primera medida decretó una persecución contra sus opositores, incluyendo el doctor Miguel Tomás Molina, que era antiguo opositor de la dinastía Meléndez-Quiñones y que había sido nombrado como primer designado presidencial y presidente de la Corte Suprema Justicia por la Asamblea Legislativa durante el gobierno de Menéndez.
Varios de los opositores (entre los cuales había militares y civiles sobrevivientes al intento de golpe de Estado a Maximiliano Hernández Martínez, como el líder del Partido de Unión Democrática Arturo Romero) se refugiaron en Guatemala, con el consentimiento de la Junta de Gobierno que lideraba el vecino país. Conformando un gobierno en el exilio (con sede en una casa situada al costado oriente del Palacio Nacional de Guatemala) bajo el liderazgo de Miguel Tomás Molina, quien nombró como ministro de defensa al Coronel José Ascensio Menéndez (hijo del expresidente General Francisco Menéndez); a la vez que se prepararon para invadir el país y derrocar a Aguirre. Dicha invasión se llevó a cabo en las primeras horas del día 12 de diciembre, cuando dichas fuerzas cruzaron el río Paz, y lograron movilizarse hasta la ciudad de Ahuachapán donde fueron derrotados por el ejército y la Guardia Nacional en los llanos de la laguna El Espino y en las calles de esa ciudad; por lo que tuvieron que volver a Guatemala, abandonando la ciudad de Ahuachapán al amanecer del 13 de diciembre.

#### Primer Intento de golpe de Estado al General Salvador Castaneda Castro
El 12 de junio de 1945 Oscar Osorio junto con otros militares intentaron dar un golpe de Estado hacia el recién electo presidente Salvador Castaneda Castro. Lo cual provocó el exilio de Osorio hacia México, regresando 4 años después tras el derrocamiento de Castaneda Castro en 1948.

#### Intento de golpe de Estado al General Fidel Sánchez Hernández
En 1972 se llevarían a cabo las polémicas elecciones presidenciales en El Salvador resultando ganador el coronel Arturo Armando Molina del oficialista Partido de Conciliación Nacional (PCN), lo cual la Unión Nacional Opositora (UNO) calificó de fraude electoral debido a que su candidato José Napoleón Duarte había recibido más votos que Molina. Se denunció que los cuerpos de seguridad tenían acceso a las urnas electorales y que los votos eran robados para favorecer al candidato del oficialismo.
Entre los sucesos más importantes que pudo presenciar Fidel Sánchez Hernández en su gobierno está un golpe de Estado; hechos acaecidos 4 meses antes de finalizar su mandato, exactamente el 25 de marzo de 1972, siendo el protagonista del suceso el Coronel Benjamín Mejía con el entonces candidato opositor José Napoleón Duarte, de la Unión Nacional Opositora quienes no pudieron concretar sus ideales. Ante estos hechos, Duarte fue arrestado y trasladado hacia un cuartel militar dónde recibiría torturas físicas y psicológicas, Duarte sería condenado a ejecución por el delito de alta traición pero por presiones internacionales terminaría exiliándose hacía Venezuela, Sánchez Hernández sale ileso del evento y logra entregar el mando a su sucesor quien sería el Coronel Arturo Armando Molina sin importar que su victoria fue gracias al fraude electoral.

#### Intento de golpe de Estado a la Primera Junta Revolucionaria de Gobierno
El 2 de mayo de 1980 se intentó realizar un Golpe de Estado a la ya recién instaurada Junta Revolucionaria de Gobierno, hacia el Coronel Adolfo Arnoldo Majano, líder de esa junta. El golpe fue patrocinado por la extrema derecha salvadoreña y algunos militares a fines al expresidente General Carlos Humberto Romero; entre ellos se encuentran el coronel Eduardo Iraheta y el mayor Roberto d'Abuisson, que unos meses después fundaría su partido político bajo el nombre de Alianza Republicana Nacionalista (ARENA). También hubo amenazas e intentos de homicidio a algunos miembros de la Junta; entre ellos se encuentra José Antonio Morales Erlich, exalcalde de San Salvador. Al principio se creyó que el General Romero todavía estaba el país, pero en realidad estaba exiliado en Guatemala.

#### Ofensiva Final de 1981
El 10 de enero de 1981, el Frente Farabundo Martí para la Liberación Nacional lanzó lo que llamó una “ofensiva final”, después rebautizada como “ofensiva general”, contra el régimen salvadoreño, encabezado por la Junta Revolucionaria de Gobierno. El objetivo declarado era la toma del poder antes de la toma de posesión del presidente de Estados Unidos, Ronald Reagan, que ocurriría el 20 de enero de ese mismo año, lo cual terminaría fracasando y dando inicio a la Guerra Civil.

#### Ofensiva Hasta el Tope
El 11 de noviembre de 1989, las fuerzas guerrilleras del Frente Farabundo Martí para la Liberación Nacional intentaron tomar la capital y rodear todos los barrios, colonias, municipios y residenciales que rodean el área metropolitana de San Salvador para poder dar un golpe de Estado al entonces recién nombrado presidente Alfredo Cristiani. La guerrilla pretendía derrocar al presidente constitucional y así poder instaurar un gobierno de corte Marxista Leninista en el país; lo cual fracasó debido a la inoperancia de esta y más a la estrategia de la Fuerza Armada, la cual era mucho más adiestrada. Este intento de golpe de Estado terminó ocasionando la masacre de 8 sacerdotes jesuitas en la Universidad Centroamericana José Simeón Cañas, a la vez que daría impulso a la negociación definitiva con el FMLN a través de los Acuerdos de Paz.

## Otras crisis políticas en los siglosXIXyXX
En la historia de El Salvador, además de los golpes de Estado tradicionales (dirigidos contra el presidente), ha habido conflictos entre los tres poderes del Estado que han desembocado en crisis institucionales y golpes del ejecutivo contra los otros poderes.

### Golpe a la Asamblea Legislativa de 1841 y gobierno en el exilio
El 5 de noviembre, y ante ante el temor del presidente Juan Lindo de que hubiese un movimiento para derrocarle, se allanaron las casas de los senadores, diputados y magistrados de la Corte Suprema. El 6 ese mes fueron encarcelados los senadores Gregorio Pinto, Sixto Pineda y José Miguel Montoya, y los diputados José Santiago Milla, Lucas Resuleu, Lucas Pinto e Higinio Zaldaña, que fueron conducidos hacia Guatemala rumbo a México; mientras que la asamblea se disolvió. Dichos senadores quedarían en libertad en Guatemala, y se situarían en la frontera, donde junto con otros opositores conformaron un gobierno en el exilio que estuvo presidido por José Miguel Montoya, que en junta reunida en Ahuachapán nombraron como ejecutor de sus disposiciones a Manuel Cardona (que era líder de una de las facciones contra el gobierno de Lindo, y que se mantendría luchando después de la caída de este hasta el 8 de marzo cuando fue derrotado en Quezaltepeque). En abril se establecieron en Esquipulas, donde nombraron como presidente a Gregorio Pinto y como suplente a José Miguel Montoya; este último, junto con otros, ayudaría a disolver este gobierno para consolidar el régimen salvadoreño frente a la amenaza que simbolizaba el General Francisco Morazán y sus bergantines que buscaban desembarcar en el golfo de Fonseca y otros puntos de la costa.

### Autogolpe y dictadura de Santiago González en 1872
En 1871, después del golpe de Estado a Francisco Dueñas y del ascenso del Mariscal Santiago González como presidente provisional, la Asamblea Constituyente de ese año emitió una nueva Constitución, donde se incluyeron principios liberales que impulsaban la separación definitiva de la Iglesia católica y el Estado (como la creación del matrimonio civil, la educación laica, y la secularización de los cementerios). Estas medidas, no fueron bien vistas por el obispo de San Salvador José Luis Cárcamo y Rodríguez, y llevaron a que surgieran manifestaciones en distintos puntos del país que se consideraron que buscaban volver a poner en la presidencia a Dueñas (quien al ser conservador había mantenido buenas relaciones con la Iglesia católica); asimismo, en marzo de 1872 se daría la expulsión de los jesuitas, impulsada por un tratado con Guatemala; el cual, los magistrados de la Corte Suprema de Justicia, elegida por la Asamblea Constituyente y presidida por Cruz Ulloa, quisieron declararla inconstitucional pero el ejecutivo presionó que los removieran (aduciendo que su nombramiento era provisional), por lo que el 12 de marzo la Asamblea nombró nuevos magistrados presididos por José Trigueros. La expulsión de los jesuitas sería llevada a cabalidad en junio de 1872 cuando el Mariscal González (quien fue declarado presidente electo a principios de ese año bajo la Constitución de 1871) reasumió la presidencia, que había depositado en el vicepresidente Manuel Méndez para liderar la guerra con Honduras, a la vez que se aumentaría la represión contra el clero.
El 10 de julio sucedió un levantamiento al oriente de Cojutepeque que buscó tomar la guarnición de la población, pero dicho levantamiento fue sofocado. El presidente González inculpó al clero, y en especial al obispo, por el levantamiento en Cojutepeque y las demás manifestaciones en contra del gobierno. Por ello, el 17 de julio de 1872, el presidente González decidió dar un autogolpe (es decir ordenó disolver la Asamblea Legislativa, cuyas cámaras para ese momento se encontraban en receso, y gobernar por medio de decretos-ley), imponer restricciones a la libertad de imprenta, y asumir la dictadura; el 24 de ese mes, la cámara de segunda instancia mandó al exilio a Dueñas y otros opositores como Rafael Campo, Indalecio Miranda, Manuel Gallardo y José Calletano López. El 17 de agosto, debido a que la Constitución del 1871 había dispuesto que el periodo presidencial sería de 2 años, González convocó a elecciones a una nueva Asamblea Constituyente. El 25 de septiembre se instaló la Asamblea Constituyente y el 9 de noviembre se emitió la nueva Constitución, en la que el período presidencial se amplío a 4 años.

### Golpe a la Asamblea Constituyente de 1885 y dictadura de Francisco Menéndez
En junio de 1885, después del golpe de Estado a Rafael Zaldívar, el presidente General Francisco Menéndez convocó a elecciones para una Asamblea Constituyente. Esta Asamblea inició sus sesiones el 11 de septiembre de año, contando con 42 diputados propietarios y 28 suplentes, tienendo como mayoría a 27 diputados del partido Liberal (al que pertenecía el presidente) y 15 del partido Conservador. Si bien en principio la bancada liberal se mantuvo unida, a partir de inicios de noviembre comenzó haber divergencia, apareciendo dos bandos: el oficialista o Menendista (con tendencia exaltada, ortodoxa o panterista, y unionista) y el Chachacastero (con tendencia moderada y localista); este divergencia se debió a la diferencia de opinión en temas como el derecho de insurrección, el derecho de libre portación de armas (ambas apoyadas por los Chachacasteros, y que eran una innovación en esa Constituyente), los requisitos para ser presidente o miembro del gabinete (los Menendista abogaban para que también pudieran ejercer esos cargos los nacidos en las otras repúblicas de Centroamérica, en cambió los Chachacasteros consideraban que solo los debían de ejercer los nacidos en El Salvador), y establecer condiciones y procedimientos precisos y estrictos para que la Fuerza Armada diera cumplimiento a las órdenes del presidente en su calidad de comandante en jefe de las Fuerzas Armadas (que era apoyado por los Chachacasteros). Ambos bandos tenían sus propios periódicos por el que criticaban al bando contrario, los Menendistas tenían el Diario Oficial y el diario La República; mientras que los Chachacasteros tenían primeramente el diario El Chachacaste, y luego El Ojo.
La mayoría de diputados de la bancada liberal, un total de 17 propietarios y 3 suplentes, estaban en el bando Chachacastero y eran quienes aprobaban los artículos que iban en la nueva Constitución. Debido a ello, y a la negativa de los Chachacasteros de cambiar los artículos polémicos, el 11 de noviembre, varios diputados Liberales Menendistas, así como los Conservadores (que estaban en contra de la secularización del Estado que impulsaba la nueva Constitución, y cuyo partido se había aliado con Menéndez para derrocar a Zaldívar), decidieron abandonar la Asamblea y ya no presentarse. Lo que dio excusa al presidente Menéndez para disolver la Asamblea, restringir la libertad de imprenta, y asumir la dictadura ese mismo día. El 16 de abril de 1886, Menéndez convocó a una nueva Asamblea Constituyente que abrió sus sesiones el 22 de junio de ese año. Menéndez permitió la libertad de inprenta e intentó hacer las paces con los Chachasteros (que habían formado el Partido Republicano Salvadoreño), por lo que la nueva Constitución mantuvo mucho de la Constitución de 1885 pero matizando las más polémicas. El 13 de agosto comenzó a regir la Constitución de 1886, con la que Menéndez fue electo presidente en enero de 1887.

### Golpe a la Corte Suprema de Justicia de 1944 y gobierno en el exilio
Luego del derrocamiento del General Maximiliano Hernández Martínez, en mayo de 1944, y ante la presión de los abogados del país, los magistrados de la Corte Suprema de Justicia (presididos por Alberto Gómez Zarate) renunciaron y la Asamblea Legislativa se vio obligada a elegir a nuevos magistrados, nombrando como presidente de a la Corte al doctor Miguel Tomás Molina, quien había sido opositor de la dinastía Meléndez-Quiñones y que también fue nombrado como primer designado a la presidencia (siendo los otros dos designados Sarbelio Navarrete y el Coronel Osmín Aguirre y Salinas respectivamente). Posteriormente, con el derrocamiento del General Andrés Ignacio Menéndez, en octubre de ese año, el Coronel Osmín Aguirre ascendió al poder, y como primera medida decretó una persecución contra sus opositores, incluyendo el doctor Molina, que sería destituido el 18 de noviembre junto con el resto de magistrados de la sala de lo constitucional, siendo reemplazados por nuevos magistrados presididos por Félix Antonio Gómez. Tanto el doctor Molina como otros opositores se exiliaron en Guatemala, donde formaron un gobierno en el exilio liderado por Miguel Tomás Molina, que como se dijo anteriormente intentó derrocar a Osmín Aguirre, pero no tuvo éxito y dicho gobierno se disolvería.

## Crisis políticas delSigloXXI
Desde la firma de los Acuerdos de Paz en 1992, dando el retorno a la democracia, la práctica de los golpes de Estado o de conflicto entre los poderes del Estado estuvo inactiva. Hasta que en 2012, 2020 y 2021 se dieron nuevas crisis políticas entre los poderes del Estado. 

### Crisis política de 2012
Debido a que a la Asamblea Legislativa electa para el período 2009-2012 estaba en desacuerdo con la decisiones tomadas por la Corte Suprema de Justicia (presidida por José Belarmino Jaime desde el año 2009), los diputados decidieron nombrar nuevos magistrados de la Sala Constitucional antes de terminar la legislatura, poniendo a Ovidio Bonilla como presidente. Dicha decisión no fue aceptada por los magistrados removidos, quienes declararon dicha elección inconstitucional y nombraron presidente del órgano judicial a Florentín Meléndez. Para resolver dicha situación se buscó la mediación del presidente Mauricio Funes, con lo cual se decidió restaurar a los magistrados depuestos pero designando a José Salomón Padilla para presidente de la Corte; pero dicho nombramiento fue declarado inconstitucional el 14 de octubre de 2013, quedando Florentín Meléndez como presidente del órgano judicial. Este acontecimiento marca el regreso de la inestabilidad política en El Salvador desde 1992.

### Crisis política de 2020
El domingo 9 de febrero de 2020, el gobierno a través del recién elegido presidente de la república Nayib Armando Bukele Ortez ordenó a la Asamblea Legislativa aprobar un préstamo que ronda los 109 millones de dólares para el combate a la delincuencia en el salvador, pero dicha sugerencia fue ignorada por dicha Asamblea Legislativa, el presidente a través de la constitución convocó a una reunión con su consejo de ministro para discutir tal aprobación con los diputados del periodo 2018-2021, pero dicha Asamblea Legislativa lo tildo de algo ilegal y que iba contra la constitución, días antes el sábado 8 de febrero por la tarde ya se encontraba militarizada la zona de la Asamblea Legislativa, el domingo 9 de febrero por la tarde algunos diputados a fines al oficialismo llegaron con el deber de dialogar con el gobierno pero unas horas después miembros de la Fuerza Armada a través del ejército ingresaron a las instalaciones de la Asamblea Legislativa con fines desconocidos, después el presidente ingresaría  y luego se retiraría de inmediato dando un discurso de ultimátum de una semana a la Asamblea Legislativa de aprobar dicho préstamo, los diputados no arribaron a dicho evento, esta acción fue criticada tanto por la comunidad internacional como por sectores de la oposición, violentando la democracia e intimidando a la oposición, tildando de un autogolpe de estado y regresando a los años previos de la guerra civil, unos meses después se procede a una interpelación por parte de los diputados a algunos miembros del gabinete de Gobierno entre ellos el ministro de la Defensa René Menrino Monroy.

### Crisis política de 2021
El 1 de mayo de 2021, 3 meses después las elecciones legislativas y municipales, en la Asamblea Legislativa, toma posesión y juramentación la Asamblea Legislativa para el periodo 2021-2024, la cual tiene como mayoría absoluta el partido del gobierno de Nayib Bukele (Nuevas Ideas). Una de sus diputadas propuso la destitución de los magistrados de la Corte Suprema de Justicia dicha acción fue discutida y aprobada el mismo día, esta acción fue criticada por supuestamente violentar la constitución y el estado de derecho, una hora después fueron juramentados los nuevos magistrados de la Corte Suprema de Justicia, también se dio la destitución del Fiscal General de la República Raúl Melara por vinculaciones políticas con el partido Alianza Republicana Nacionalista, unos minutos después fue juramentado su sucesor quien sería el Fiscal Rodolfo Delgado Montes estas acciones fueron tanto aplaudidas como criticadas por no cumplir su periodo respectivo.